# Jovica Elezović
Jovica Elezović (Vrbas, 2 de março de 1956) é um ex-handebolista profissional sérvio, campeão olímpico pela Seleção Iugoslava em 1984. 
Jovica Elezović fez parte do elenco medalha de ouro de Los Angeles 1984. Em Olimpíadas jogou 10 partidas anotando 15 gols.

## Títulos
- Jogos Olímpicos:
  - Ouro: 1984